# Scleroprocta slaviki
Scleroprocta slaviki är en tvåvingeart som beskrevs av Jaroslav Stary 2008. Scleroprocta slaviki ingår i släktet Scleroprocta och familjen småharkrankar.
Artens utbredningsområde är Slovakien. Inga underarter finns listade i Catalogue of Life.